# Sistema cristalino trigonal
O sistema cristalino trigonal ou romboédrico, possui três eixos cristalográficos de igual comprimento e horizontais, formando ângulos de 120° entre si, e um eixo vertical perpendicular aos demais, diferente deles no comprimento e com simetria ternária, permitindo 25 grupos espaciais.A única diferença entre esse sistema e o hexagonal é a simetria do eixo vertical, que aqui é ternária, ou seja, num giro completo do cristal a mesma imagem repete-se três vezes (e não seis como no sistema hexagonal). Devido a essa semelhança entre os dois sistemas, alguns autores consideram o sistema romboédrico uma subdivisão (classe) do sistema hexagonal.
Pertencem ao sistema romboédrico 10,1% das espécies minerais conhecidas, entre elas o coríndon e as turmalinas.